# Храпачов Яр (Зеньковский район)

Храпачов Яр (укр. Храпачів Яр) — село,
Першотравневый сельский совет,
Зеньковский район,
Полтавская область,
Украина.
Код КОАТУУ — 5321384006. Население по переписи 2001 года составляло 21 человек.

## Географическое положение
Село Храпачов Яр находится между реками Ташань и Грунь (4—5 км).
На расстоянии в 1 км расположено село Першотравневое.